# Kinderlandverschickung
Kinderlandverschickung (KLV) (česky vysílání dětí na venkov) bylo již v roce 1933 označením zdravotně podmíněných prázdnin pro městské děti na venkově. Podobné venkovské pobyty pořádala po převzetí moci národními socialisty i nacistická organizace Volkswohlfahrt (NSV) nebo v omezené míře také církevní organizace jako třeba Červený kříž (Deutsches Rotes Kreuz), Charita (Deutscher Caritas verband) a evangelická Innere Mission.

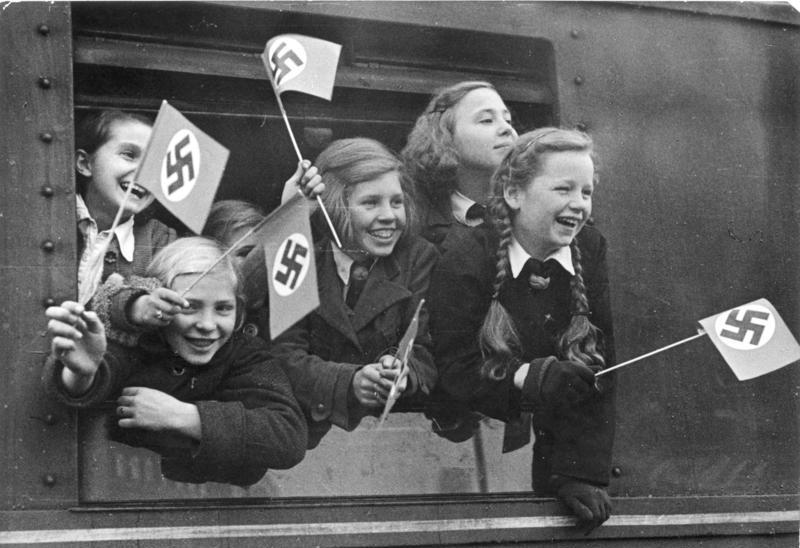
Děti z Berlína odjíždějí zvláštním vlakem do KLV

Hitlerův projekt Erweiterte Kinderlandverschickung (rozšířené vysílání dětí na venkov) se od těchto venkovských táborů značně odlišoval. Organizaci a chod celého projektu řídil Baldur von Schirach. Název „Erweiterte Kinderlandverschickung” měl obyvatelstvu vsugerovat, že se jedná o rozšířený model již existujících ozdravných pobytů a zastřít pravý důvod evakuace z oblastí ohrožených bombardováním. Z nouze vznikla ideologická ctnost. Děti byly jednak před leteckou válkou dostatečně chráněny a zároveň po delší dobu odděleny od rodičů a církve, takže se polovojenský dril a politický vliv na 10 – 14leté děti mohl plně rozvinout. Mladší 6 – 10letá dítka byla evakuována do pěstounských rodin. Od roku 1943 docházelo k evakuacím celých škol. I když děti braly KLV tábory jako dobrodružství, přesto se u některých projevoval i strach z často prvního odloučení od rodičů a známého okolí.
Počet celkově evakuovaných dětí, které prošly přibližně 5 000 tábory nebo v rámci KLV byly ubytovány u rodin, je dodnes nejasný. Odhady se pohybují od dvou do pěti milionů. Děti strávily někdy i roky po školách v přírodě, mládežnických ubytovnách, stanových táborech, penzionech, hotelech nebo klášterech. Po roce 1944 museli organizátoři čelit vlně odvážení dětí rodiči, která v podstatě trvala až do konce války. Po útěku výchovného personálu v posledních dnech války nastaly i takové případy, kdy děti opouštěly tábory na vlastní pěst a dostaly se do válečného pásma mezi oběma frontami.

## Organizované ozdravné pobyty na venkově
Myšlenka organizovaných ozdravných táborů na venkově nebyla rozhodně nová. Již od konce 19. století takové pobyty provozovaly různé dobročinné spolky, později církev, dělnické dobročinné organizace, KPD a nakonec i Hitlerjugend. Statisíce dětí ze sociálně slabých rodin se na nich radovalo z několikatýdenního pobytu na zdravém vzduchu a z plnohodnotné stravy. Během druhé světové války probíhala taková opatření souběžně s nacionalistickým projektem „Erweiterten Kinderlandverschickung". Vznik centrální mládežnické organizace Hitlerjugend (HJ) v roce 1933 představoval zásadní mezník v mimoškolní výchově mládeže. Omezený prostor mimoškolní výchovy se nacisté snažili rozšířit například několikadenními stanovými tábory a od roku 1940 jej doplnily několikaměsíčními pobyty v rámci rozšířeného vysílání dětí na venkov.

### Erweiterte Kinderlandverschickung
Dosavadní prameny uvádí, že projekt uvedl do života osobně Adolf Hitler a to po bilanci 24. září 1940, kdy už bylo jasné, že Británie není připravena kapitulovat. Nacionálně socialistický projekt KLV se týkal dětí z velkých a hlavně industriálních měst ohrožených bombardováním. Odezvu našel především u rodin z nižších sociálních vrstev. Akce „Erweiterte Kinderlandverschickung” se vyznačovala, tak jako všechna NS zařízení pro mládež, silnou ideologickou náplní a plnila funkci nacistické výchovné instituce. Od svých rodin až několik měsíců oddělené děti ve věku 10 – 14 let prožívaly na táborech KLV jednu z nejdůležitějších fází svého života. Projekt KLV byl zaváděn postupně. Nejprve se zařízení objevila v německých regionech (např. v Pomořanech, Bavorsku, Švábsku atd.) a postupně se rozšiřovala do dalších oblastí na východ od hranic „Staré říše“ (Altreich). S tábory KLV se tak setkáváme i v anektovaných územích. Protektorát Čechy a Morava patřil mezi jednu z nejvíce využívaných destinací.

### Další evakuační projekty
Pod názvem „Erweiterte Kinderlandverschickung” běžely ještě tři další evakuační projekty, které se dotýkaly mnohem širšího okruhu osob a počtem evakuovaných přesahovaly žákovské projekty. Národně socialistická Volkswohlfahrt (NSV) pořádala v hostitelských rodinách (Gastfamilien) pro matky s malými dětmi (popřípadě společně se staršími sourozenci) také „Mutter-und-Kind-Verschickung“ (Pobyty matka a dítě). Zrovna tak organizovala a financovala pro žáky ve věku do deseti let pobyty u tzv. pěstounských rodin (Pflegefamilien). Pro děti v každém věku využívali rodiče i možnost evakuace v podobě dlouhodobého ubytování u vlastních příbuzných, kdy se NSV postarala o transport a přebrala cestovní náklady.

## Organizace a podpora
Organizace táborů KLV nebyla vůbec jednoduchá. Počínala propagandou a zajištěním zvláštních vlaků, ubytováním, vybavením a stravováním a končila u obstarání učitelů, vychovatelů, hospodářského personálu a administrativních pracovníků. Finanční dohled nad tábory převzala NSDAP, která žádala u říšského pokladníka o finanční pokrytí. Pokladník pak účtoval s říšským ministerstvem financí. Na organizaci se podílely i další stranické složky. Volkswohlfahrt přebírala cestovní náklady a péči o děti během cesty, zrovna tak do její kompetence spadaly lékařské prohlídky před nástupem. Hitlerjugend financovala ubytování, stravu, ošacení a pojištění mládeže na místě pobytu. Učitelský svaz Lehrerbund (NSLB) měl na starosti školní výuku a potřebné školní pomůcky. Koordinaci celého projektu řídilo říšské oddělení KLV při říšském vedení mládeže v Berlíně.

### Říšská centrála KLV
Na samém vrcholu stál říšský odbor KLV „Reichsdienststelle Kinderlandverschickung" v čele s říšským vedoucím Baldurem von Schirachem, který na říšský odbor mládeže (Reichsjugendführung) dosadil do funkce vedoucího kanceláře a svého náměstka Helmuta Möckla. V říšské centrále sídlila další důležitá oddělení: transport, zdravotnictví, ubytování a oddělení správy a výživy. Möckel k nim nechal dodatečně zřídil dva referáty pro ideologické vzdělávání mládeže. Rozhodnutí z centrály delegovali oblastní vůdci HJ na místní organizace. Tím vznikla celkem hustá síť vykonávajících a dohlížejících – od oblastního pověřence KLV (Gebietsbeauftragten), který často zastával také funkci oblastního vůdce, přes pověřence banu (Bannbeauftragten) a místního pověřence (Standortbeauftragten) až k místnímu vedoucímu oddílu (Standortmannschaftsführer, popřípadě Standortmädelführerinnen).

### NS-Volkswohlfahrt (NSV)
NSV (Nacionálně socialistický svaz pro dobročinnost) se od roku 1933 snažil ze sociální oblasti vytlačit ostatní organizace jako byly Deutscher Caritasverband, Innere Mission a Deutsches Rotes Kreuz. Svaz pro dobročinnost poskytoval sociální péči plně v duchu národně socialistické ideologie – rasově a politicky vhodným občanům (Volksgenossen). V rámci projektu KLV zastával svaz dva hlavní úkoly. Zodpovídal za všechny děti umístěné v rodinách (Familienpflegestellen) ve věku do deseti let a vyplácel náhradním rodinám pečovatelský příplatek (Pflegegeld). Dále zajišťoval transport budoucích matek nebo matek s kojenci a malými dětmi do domovů (Mutter-und-Kind-Heimen). Druhý důležitý úkol spočíval v logistickém zajištění transportů a obstarání ubytovacího místa. Jakmile vyjasnil počet uchazečů a zorganizoval transport, plnil už jen funkci kontrolní. V místě pobytu mu k tomu sloužily župní a okresní spojky (Gauverbindungsmänner a Kreisverbindungsmänner), které prováděly inspekci ubytování a vyřizovaly stížnosti.

### Hitlerjugend (HJ)
Členové HJ doprovázeli žáky od 10 do 14 let během transportu a rozdělovali je do příslušných táborů. Podle velikosti zařízení byl do tábora přidělován minimálně jeden vedoucí táborového týmu (Lagermannschaftsführer nebo Lagermädelführerin). Na své úkoly se připravovali v KLV-říšských školách (KLV-Reichsschulen), nejprve v Tiefensee nedaleko Berlína, pak v polském městě Ścinawa (Steinau an der Oder), v českých Poděbradech (Podiebrad) nebo v Harrachově (Harrachsdorf). Vůdci HJ se starali o mimoškolní náplň táborového života a podle jednou za měsíc vycházejícího ideologického časopisu Unser Lager (Náš tábor) organizovali: sport, volný čas, pestrá odpoledne, ale také politické týdenní zprávy, pochodová a útvarová cvičení a samozřejmě dbali na pořádek, disciplínu a vojenský výcvik. Funkci vedoucího zastávali členové Hitlerjugend nebo BDM většinou ve věku 17 – 18 let. Vedoucí táborového týmu si byli s pedagogickým táborovým vedoucím (učitelem) pro školní výuku rovni.

### NS-Lehrerbund (NSLB)
NS-Lehrerbund (česky Nacionálně socialistický svaz učitelů) měl na starosti politicko-ideologické vzdělávání, proto zajištění potřebného počtu vyučujících a samotné výuky leželo na jeho bedrech. Vzhledem k tomu, že výuka v táborech spadala do kompetence župního vedoucího (NSLB-Gauwalter), nesměli učitelé KLV kontaktovat školu nebo úřady ve vlasti, ale obraceli se na místního školního táborového pověřence (KLV-Schulbeauftragten). Ten předal celou záležitost k potřebnému vyřízení úředníku (KLV-Kreissachbearbeiter) do místa, odkud děti pocházely. Jemu pak příslušelo nevděčné vyřizování stížností a chlácholení rodičů. NS-Lehrerbund prováděl samozřejmě také skrze své inspektory potřebné táborové kontroly (NSLB-Inspekteure). Do kompetence KLV učitelů spadalo jednak vedení tábora spojené i s hospodářskými a organizačními záležitostmi, vlastní výuka všech předmětů a nepřetržitý pedagogický dohled. V počátku projektu absolvovali krátké třídenní instruktáže pro vedoucí tábora (Lagerleiter), které byly od roku 1943 prodlouženy na dva týdny.

### Transport
Doprava statisíce dětí do místa pobytu nebyla jednoduchá, někdy se u říšských drah rezervovaly pouze jednotlivé vagony, ale většinou se jednalo o transport celých zvláštních vlaků. V prvních dvou letech jich bylo od začátku projektu vypraveno 1 700. Každé dva až tři měsíce se konaly mezi zástupci centrály (Reichsdienststelle KLV) a říšských drah Deutsche Reichsbahn plánovací konference. Vzhledem k tomu, že děti nemohly být vysílány na cestu samotné, doprovázeli je vedoucí transportu, lékaři a průvodci (Transportleiter, Transportärzte a Transportbegleiter) z HJ a BDM, kteří ovšem nebyli mnohdy o moc starší než děti samotné. Stížnosti na chováním během transportu nebyly výjimkou a dráhy požadovaly za poškozené sedačky, stoly, okna a závěsy odškodné.
Prodlužující se válka měla vliv i na kapacitu říšských drah. Od září 1942 se k dopravě využívalo i lodní dopravy po řekách Dunaji, Rýnu, Labi a Vezeře. První lodní KLV transport vyjel z přístavu Hamburk směrem na Prahu. Organizování transportů zůstávalo po celou dobu války nejbolavějším místem. Proto se vedoucí orgány snažily ve vlacích zabránit blokování míst z důvodu cestování na dovolenou, prázdniny nebo rodičovských návštěv KLV. Několikaměsíční pobyty dětí se samozřejmě bez rodičovských návštěv nemohly obejít. Za tímto účelem organizovala říšská centrála hromadné rodičovské návštěvy.

## Evakuační oblasti
Projekt KLV ohlásil Martin Bormann obyvatelstvu oběžníkem 27. 9. 1940. Adolf Hitler rozhodl, že pro KLV připadají v úvahu sice zařízení převážně v odlehlých, venkovských, ale již zaběhnutých turistických oblastech. Nejprve se jednalo o Hesensku, Bádensko-Württembersku, dřívější Bavorské východní Marce, Braniborské Marce, Říšské župě Horní Podunají, Říšské župě Dolní Podunají, Sasku, Slezsku, Říšské župě Sudety, Meklenbursku, Durynsku a Říšské župě Povartí. Okruh v úvahu připadajících oblastí se postupně rozšiřoval také za hranice Třetí říše: do Protektorátu Čechy a Morava, Moravského Slezska, Říšské župy Gdaňsk-Západní Prusko, do Povartí (zahrnující Poznaňsko) a do zbytku polského území Generálního gouvernementu. Tábory KLV se nacházely také v Lotyšsku, Dánsku, Nizozemsku, ve Francii v Alsasku-Lotrinsku, v Lichtenštejnsku, Maďarsku, Bulharsku a v bývalé Jugoslávii, od konce roku 1940 také na Slovensku. Na jihu a na Balkáně probíhal projekt zvětší části v pěstounských rodinách v německy mluvících oblastech Sedmihradska, Banátu, Bačky, Pětikostelí a Spiše. Kvůli reprezentaci Třetí říše v zahraničí se zejména do Dánska, Maďarska a do Protektorátu Čechy a Morava dbalo na výběr žáků se vzorným prospěchem. Pravděpodobně na přání rodičů se některé tábory nacházely také na venkově v blízkosti ohrožených měst a od roku 1943 byly děti umísťovány i v oblasti Braniborské Marky a Šlesvicka-Holštýnska.
Většina evakuovaných oblastí měla přiděleny stálé pobytové oblasti. Tak třeba vlaky vypravované z Berlína směřovaly na východ do Říšské župy Gdaňsk-Západní Prusko nebo do Povartí, od května 1943 také do Braniborské Marky, Východního Pruska nebo Pomořanska. Děti z Kolína nad Rýnem jezdily v prvním roce do Slezska a od léta 1941 do Pomořanska (na Usedom), od roku 1943 také do Rakouska, Bádenska, Saska a Dolního Slezska. Děti z Düsseldorfu byly vypravovány nejdříve do Saska, Říšská župy Sudety a také na Slovensko. KLV organizátorům šlo hlavně o to, aby domovská území ležela co nejdále od místa pobytu a aby vliv rodiny a církve byl co nejmenší. Vzhledem k tomu, že se ani po delší době trvání projektu nepodařilo rozptýlit pochybnosti rodičů, docházelo k budování táborů v odlehlých místech domovské župy. Vysílání dětí ze Slezska – Holštýnska do okolí města Salcburk nebo do Švábska či z města Hamburku do Bavorska mělo své opodstatnění. Děti z evangelických rodin se záměrně evakuovaly do katolických oblastí, čímž mělo být zažehnáno nebezpečí, že pěstounské rodiny budou ve víře pokračovat. Pravidelné návštěvy kostela znemožňovaly také odlehlé lokality, kdy vesnice s kostelem byly často od tábora vzdáleny čtyři a více kilometrů.

## Život v táboře
Výchovné táborové činnosti přikládali nacisté mnohem větší váhu než školní výuce. Práce v kolektivu měla děti naučit poslušnosti, vůdčím schopnostem, obětavosti, tělesné zdatnosti a vést k utváření charakteru. Denní plány, jejichž tvorba se řídila povinnými předpisy, sestavovalo vedení tábora, tedy učitelé (táboroví vedoucí) a HJ velitelé táborového osazenstva (Lagermädelführerin/Lagermannschaftsführer). Vedle pedagogického a výchovného personálu se v táboře nacházela kuchařka-hospodyně, která obdržela k ruce jednu pomocnici a často i děvče pro zdravotní službu. Školní výuka byla zredukovaná na minimum a celý denní plán určovaly činnosti jako ranní vztyčení vlajky, nástup, služba na pokoji, pracovní činnost, hodina zpěvu, politická nauka, sport, pohybové hry v přírodě a večerní stažení vlajky. Dá se říci, že osobní volno v pravém slova smyslu neexistovalo.
Rozdílný přístup k výchově dívek a chlapců se projevoval nejen v jejich odděleném ubytování, ale také v rozdílné náplni jejich práce. Zatímco chlapci vyráběli různé modely aut a letadel, děvčata šila a pletla, uklízela a nacvičovala tanečky. Chlapci se připravovali na službu v armádě při terénních pohybových hrách a polovojenských cvičeních s plnou polní. Děvčata navštěvovala lazarety s raněnými vojáky, kterým předčítala nebo prozpěvovala. Jak vypadal všední den v táboře se odvíjelo hlavně od jeho vedení, jelikož do jejich kompetence spadalo nejen množství dodržováných NS svátků, ale i regulace návštěv kostela a mší.

### Strava
Každý účastník tábora disponoval přídělem dvou marek na den. Mladší děti (Jungmädel a Pimpfe) se stravovaly kolektivně a před odjezdem z domova své potravinové lístky odevzdávaly. Ze začátku řídilo říšské ministerstvo pro výživu a zemědělství kolektivní stravování skrze hamburskou velkoobchodní společnost a od roku 1941 distribuční společnosti v místě pobytu. Vyšší příděly chleba, mouky, sýru, tuku, tvarohu nebo mléka narážely na neporozumění jak doma, tak v místě pobytu.
Zrovna tak se množství a kvalita stravování odvíjela od místa destinace. Existovaly tábory s naprosto výbornou kuchyní, ale nalezly se i takové, kde mohl být tělesný vývoj dětí vážně ohrožen. Stížnosti ze stran vedoucích tábora nebo volání o pomoc ze stran rodičů zrovna nepasovalo k propagovanému pozitivnímu obrazu KLV, takže pravidelné vážení dětí patřilo k táborovému rituálu. Je pravda, že říšské vedení podnikalo všechno možné, aby nedostatky odstranilo. I když jídla možná neodpovídala všestranné a vyvážené stravě, přece jen na tom byly děti lépe než v rozbombardovaném domově.
Krizové situace ke konci války ještě umocňovala pochybení mnoha odpovědných osob. Zpronevěra samotných župních představitelů nebyla ničím neobvyklým. Velký zájem o blaho táborových dětí se nedal očekávat ani od místního hospodářského personálu, který byl k této činnosti většinou povinován. Majitelé penzionů a hoteliéři by raději uvítali zákazníky z řad turistů než špatně platící KLV. Dokonce ani personál (hospodyně, učitelé nebo vedoucí skladu) nedokázal odolat pokušení a snažil se část dětských potravin hromadit pro své vlastní blaho.

### Vybavení
Nejen potraviny, ale také ošacení, ložní prádlo a boty spadaly za druhé světové války pod přídělový systém. Ložní, stolní a podobné prádlo obstarávaly organizace HJ nebo NSV přes služebny HJ. Pronajatá nebo zabavená ubytovací zařízení se musela o prádlo postarat ve vlastní režii. Zvláště v případech narychlo připravených táborů se při rozjezdu projektu účastníci setkávali se špatně vybavenými ubytovnami. Ale i v dalších letech spalo hodně dětí na dvou až třípatrových palandách se slamníky, scházelo povlečení, teplé deky, nádobí, příbory, ručníky a děti chybějící vybavení vozily už rovnou z domova nebo si je nechaly posílat. Další problém představovalo vlastní ošacení žáků, kteří přijížděli jen se skrovným zavazadlem a které neodpovídalo předepsanému seznamu (Rüstzettel). V takových případech se dětem přidělovaly uniformy ze skladu HJ nebo BDM a další ošacení či nepromokavá obuv se obstarávaly přes NSV. Někdy v tom hrála roli i vypočítavost rodičů, kteří tak chtěli ušetřit přídělové šatenky. Právě z tohoto důvodu se apelovalo na kontrolu kufrů ještě před odjezdem.

### Zdraví a hygiena
O zdraví a hygienu žáků bylo v KLV táborech postaráno skutečně lépe než doma. Některé děti absolvovaly v táborech zcela poprvé zubní prohlídku a z pobytu na čerstvém vzduchu se vracely k rodičům opálené a zotavené. Samozřejmě i v zajištění zdravotnictví se destinace odlišovaly. Ve východních oblastech se slabou infrastrukturou nebyla dostupnost lékaře jednoduchá. V ubikacích s velkými spacími sály a se špatnou hygienou se rychle šířila onemocnění jako spála, žloutenka, střevní onemocnění, záškrt či nachlazení. Epidemie a následné karantény celých táborů nebyly nic ojedinělého. V táborech bojovali také s výskytem vší, štěnic, blech a jiné havěti. Stesk po domově a rodičích měl určitě vliv i na dětskou psychiku.

### Výuka
Propaganda sice rodičům zaručovala bezproblémový průběh školní docházky, ale skutečnost byla mnohem prozaičtější. U dětí umístěných v rodinách sedláků a ve venkovských malotřídních školách se městský standard výuky dodržoval jen těžko. Vyučování v táborech mělo probíhat čtyři hodiny denně od pondělí do soboty dopoledne, ale praxe byla různá. Zejména v menších táborech, které trpěly nedostatkem kvalifikovaných pedagogů, plnil učitel spíše roli vychovatele. Zrovna tak propagovaná praktická výuka v přírodě neodpovídala realitě. V táborech převládal nedostatek školních a učebních pomůcek, některé tábory neměly ani školní tabuli. V zařízeních, kde učitel musel zastávat i jiné organizační funkce, docházelo k plnohodnotné výuce jen velmi zřídka. Po návratu domů byli rodiče konfrontováni s viditelně nízkými učebními výsledky. Přičteme-li k tomu, že od poloviny roku 1943 už kvůli neustálým protileteckým poplachům nebylo pravidelné vyučování ve velkých městech téměř možné, je jasné, že kvalita vzdělání měla klesající tendenci už i u přijíždějících žáků.

### Služby Hitlerovy mládeže a denní plány
Hlavním cílem rozšířených ozdravných pobytů na venkově byla přirozeně výchova dětí a mládeže v plnohodnotného občana Třetí říše na základě principů národní pospolitosti (Volksgemeinschaft). S tím se pojilo dodržování celé řady předpisů a všudepřítomný dril. „Lagermädelführerinnen” a „Lagermannschaftsführer” (LMF) zodpovídali za veškerou politickou a vojenskou náplň volnočasových aktivit. Společně s vedoucím tábora (Lagerleiter) vypracovávali podle daných rámcových pravidel týdenní plány, z kterých se pak odvozovaly plány denní. Denní i týdenní plány se zveřejňovaly na nástěnce. Většina odpoledních aktivit probíhala ve skupině nebo společně s místním oddílem HJ. V sobotu odpoledne měli mít žáci volno pro různé dobrovolné činnosti.
Ein Tagesplan / Denní plán

Führerin von Dienst / Vedoucí služba: Mia Hülsmann
Mädel von Dienst / Oddílová služba: Margot Groß
Ordnungsdienst / Pořádková služba: Zimmer 15 / Pokoj 15
6.50 Uhr Wecken / Budíček
7.20 Uhr Fahnenehrung / Nástup a slavnostní vyvěšení vlajky
7.30 Uhr Zimmerordnung / Úklid pokojů
7.50 Uhr Stubenabnahme / Předání pokoje
8.20 Uhr Abmarsch zur Schule / Odchod do školy
9. 00 - 10.30 Uhr Schulunterricht / Vyučování
13.00 Uhr Mittagessen / Oběd
14.00 Uhr Bettruhe nach ärztliche Verordnung / Klid na lůžku podle lékařského předpisu
Ukázka části denního plánu
Táborový život podléhal přísné disciplíně a pravidelným kontrolám. Jádrem každodenního života se pro děti staly nástupy (Appell), kontroly pokojů, postelí, skříněk, oblečení, obuvi, ale i zdraví. V případě sebemenší odchylky od předepsaného pořádku či předpisu, následovalo například vyházení celého obsahu skříně nebo i zákaz vycházení. Neupravené oblečení nebo uniforma při apelu (nástupu) se trestalo šikanou rychlého svlékání a oblékání se střídáním nástupu (Kostümball). Takové tresty jako třeba úklid latrín či pomocné práce v kuchyni mohl dokonce vedoucí týmu HJ podle svého uvážení neustále opakovat. Vojenský dril – stání v pozoru či nástupy v řadách, pochodování v zákrytu, služby a denní plány, sankce za každý projev individuality či osobní názor se staly na táborech součástí každodenního života.

### Výlety a pracovní služba
Jednou z nejvíce propagovaných činností se staly pěší výlety. Často je pedagogové a vychovatelé integrovali i do školních výuky (biologie, zeměpisu). I když na první pohled vypadaly jako poznávání malebných zákoutí a kulturních krás hostitelských zemí, jednalo se o výuku branné výchovy v intencích NS-ideologie. Učební osnovy tělesné výchovy určovaly denní výkon a pochodové tempo. Každému výletu předcházela ze strany žáků pečlivá příprava nad mapou, kdy zkoumaly terén a vybíraly správnou cestu. Od roku 1941 byly KLV-tábory zařazeny do sklizňové pomoci (Erntehilfe). Nasazení žáků muselo odpovídat jejich schopnostem a pracovat mohli jen po omezenou dobu. Výpomoc v zemědělství sloužila také k utužování vztahů s místními obyvateli. Během tábora se děti dostaly i k jiným pracovním činnostem, které částečně pomáhaly vylepšit i vlastní skladové zásoby nebo jako zábava o dlouhých zimních večerech (sběr lesních plodů, sběr léčivých bylin, sběr starého textilu, lahví, papíru nebo železa). V době Vánoc vyráběly hračky pro vánoční trhy.

### Politická výchova
Organizační struktura v HJ a BDM umožňovala skrze HJ-služby a HJ velitele táborového osazenstva (Lagermädelführerin/Lagermannschaftsführer) téměř nepřetržitý kontakt s dětmi. Každé pondělí se předčítaly „týdenní politické zprávy” (Politische Wochenbericht), které patřily zrovna jako „HJ-táborová odpoledne” (HJ-Heimnachmittage) do kompetence velitele táborového osazenstva. Stupeň každodenního politického vlivu závisel od toho, do jaké míry se pedagogický a výchovný personál hlásil k nacistické ideologii. Tak například čtení zpráv wehrmachtu se mohlo tábor od tábora lišit nebo mohlo úplně odpadnout. Nicméně vedoucí a učitelé tábora stáli pod neustálou kontrolou HJ velitelů táborového osazenstva, kteří o nich zpracovávali pro nadřízené hlášení (KLV nebo HJ-služebny). Dny v táborech začínaly a končily uniformovaným nástupem u vlajky v předepsaném šiku (v linii nebo otevřeném čtyřúhelníku). „Morgenfeiern” (Oslavy rána) se konaly jen v neděli a díky předčítaným textům a písním měly silný ideologický náboj. Jednalo se o cílené vytlačování ranních nedělních mší v kostele. Velký význam se přikládal národně socialistickým svátkům a oslavám (20. duben Führers Geburtstag, 1. Máj, Erntedankfest, Heldengedenktag, 30. leden Tag der Machtergreifung).

### Kultura a náboženství
Účast na kulturní práci (Kulturarbeit) byla povinná a představovala záběr zaměstnání od řemeslných dílen, přes hodiny zpěvu, různé hry, čtení a vyprávění až po pořádání oslav, divadelní představení. Pro vedoucí vycházel metodický časopis „Náš tábor” (Unser Lager), pro děti časopis „Mladý domov” (KLV-Zeitschrift „Junge Heimat") a knižní nabídku zajišťovala táborová putovní knihovna (KLV-Wander- und Monatsbüchereien). Platil zákaz zasílání knih z domova. V prvé řadě se děti učily povinné HJ-písně (HJ-„Pflichtlieder"), dále písně k nástupu u vlajky, pro nedělní ranní oslavy, pochodové písně a písničky pro táborová odpoledne. Do jednotvárného života přinášely oživení zábavná nebo divadelní představení, která měla sloužit i k lepšímu navazování kontaktů s domácím obyvatelstvem. Někdy se pořádaly i několikadenní výlety nebo exkurze, zejména do Prahy a Vídně.
Německý nacismus byl svým ideovým zaměřením protikřesťanský a v katolické církvi viděl od prvopočátku svého nepřítele. Do roku 1935 zakázali nacisté všechny katolické spolky a do r. 1940 neexistoval již žádný katolický tisk. Byly rušeny církevní školy a v katolických oblastech zmizely kříže ze škol. Zrovna tak panovala představa, že KLV tábory se stanou místem, kde bude možné náboženství u žáků díky několikaměsíční NS-výchově eliminovat. Většina vybraných učitelů a HJ velitelů určitě takovou linii následovala. Na jaře roku 1941 muselo vedení ustoupit tlaku rodičů a vydalo nařízení, podle kterého se účastníkům tábora návštěva mše za určitých okolností povolovala. Našli se i takoví učitelé, kteří nejen že náboženství na táborech trpěli, ale dokonce ho podporovali. Stávalo se, že při mších, které s dětmi navštěvovali, zasedali také v kostelech za varhany. Takové počínání bylo sice nacistům trnem v oku, ale od druhé poloviny války, kdy narukovala spousta učitelů, se vedení v KLV táborech potýkalo s nedostatkem pedagogického personálu. V praxi to pak znamenalo, že do táborů muselo povolat mnoho penzionovaných nábožensky orientovaných (politicky nespolehlivých) učitelů. Zrovna tak se nedalo vyhnout oslavám Vánoc a Velikonoc, obzvláště pokud je děti slavily poprvé odloučeni od domova.

### Vztahy k místnímu obyvatelstvu
Propaganda národního společenství (Volksgemeinschaft) se ukázala málo životaschopná právě v projektu KLV. Porozumění mezi lidmi z města a z venkova celkem podcenila. Zemědělské rodiny, které nesly největší zátěž projektu na svých bedrech a žily v mnohdy drsných podmínkách, si stěžovaly na hrubost, drzost, nevychovanost dětí a po svých zkušenostech už příště o KLV děti nestáli. Někteří v nich viděli jen levnou pracovní sílu na statku. Oproti tomu se kladně vyvíjely vztahy mezi dítětem a pěstounskou rodinou. Některé děti vzpomínají na období u pěstounské rodiny jako na nejlepší čas svého dětství a hodně jich udržovalo vztah i mnoho let po válce. Problematické se jevily pobyty matek s malými dětmi v zemědělských rodinách. Venkovské obyvatelstvo popisovalo městské matky jako snobské, namyšlené a líné paničky, které se u sedláků domáhaly hlídání jejich ratolestí. Na druhé straně situace matek nebyla nijak záviděníhodná. Často se nacházely daleko od domova, po dlouhou dobu odloučené od svých partnerů a v novém a neznámém prostředí.
Vzhledem k tomu, že v důsledku války došlo k útlumu turistického ruchu, slibovali si zejména majitelé restaurací a hoteliéři od projektu vylepšení své finanční situace. Proto také v turistických oblastech (jako bylo třeba Bavorsko) KLV zařízení ze začátku vítali. Situace se změnila až v okamžiku, kdy se začaly objevovat první stížnosti lázeňských hostů a majitelům podniků hrozila ztráta klientely. Nelibost ze strany místního obyvatelstva mohlo vzbuzovat i mírně zvýhodněné zásobování, především potravinami. K problémům nedocházelo zejména u zařízení v odlehlých lokalitách, kdy děti až na výjimky, jako byla třeba hospitalizace v nemocnici nebo oslava NS svátku, tábor neopouštěly. Zcela jinak se jevila situace v zahraničí, zejména na obsazeném území. Ve spřáteleném Bulharsku vítali malé děti z HJ už na hraničním přechodu jako státní hosty, zvali je na návštěvy do rodin a prováděli je po místních kulturních památkách. Na okupovaném polském území byl jakýkoliv kontakt s veřejností zakázán.

## Protektorát Čechy a Morava
První KLV transporty dorazily do lázeňských měst na Moravě již v prosinci roku 1940. Jednalo se o táborová zařízení bez nutnosti velkých stavebních úprav. Postupně se budovaly KLV tábory i na území Čech. Na území Protektorátu se projekt naplno rozběhl až na jaře 1941. Nejvíce se využívaly hotely, ozdravovny, zámky a malá panská sídla, vily či budovy klášterů. Velkým plusem pro využívání protektorátní destinace se stala v blízkosti rekreačních zařízení rozvinutá železniční síť, která umožňovala snadnou dopravu dětí do táborů. Odborný personál (vedoucí tábora, učitelé a vedoucí týmu z HJ nebo BDM) tvořily osoby německé národnosti. Pomocný personál jako třeba kuchařky mohl být národnosti české. O bezpečnost tábora se starala protektorátní policie a četníci. Od podzimu 1944 se započalo s evakuací zpět do říše. Protektorát Čechy a Morava hrál pro svou bezpečnou polohu v projektu KLV významnou roli a roku 1941 obdržel KLV-Poděbrady titul „nejlepší říšský tábor“ (reichsbestes Lager). Podle Radky Šustrové se pohybovalo v letech 1940 až 1945 v protektorátních táborech až 300 tisíc dětí ve více než 400 zařízeních.

## Návraty domů a konec války
Spousta rodičů si své děti začala z táborů odvážet už hned po odstartování projektu na podzim v roce 1940. Tato neplánovaná vlna odvozů (Rückholungen) samozřejmě vyvolala u říšského vedení mládeže nelibost a proto prohlásilo takové jednání za nepřípustné. I když okamžitě zavedlo předepsaný postup návratu na základě podané žádosti, stejně se záměrně komplikovaný úřední postup minul účinkem. Až do konce války výchovní a pedagogičtí vedoucí táborů bezmocně přihlíželi, jak si rodiče bez ohledu na jakékoliv oficiální předpisy své děti z táborů nebo pěstounských rodin odvážejí. V druhé polovině války se objevovaly z důvodu stesku po domově nebo z nespokojenosti dětské útěky, zvláště v případech, kdy si je rodiče nemohli vyzvednout.
Na porážku Německa se pořadatelé KLV táborů pravděpodobně nepřipravili a nebo zbytečně dlouho vytrvávali v optimistické náladě. Ještě na konci roku 1944 si nikdo z KLV vedení blížící se konec války nepřipouštěl a není ani jasné, z jakého důvodu se od plánů pro stažení dětí z táborů upustilo. Každopádně v táborech na východě zůstaly desetitisíce dětí příliš dlouho (možná i jako ukázka výdrže a bojové morálky). Pokud se nevydaly na cestu domů na vlastní pěst, čekalo je setkání s Rudou armádou a nakonec díky postupující frontě i úplné odříznutí od domova.
Situace se totiž v posledních měsících v táborech rapidně změnila. Starší chlapecké ročníky HJ Hitler povolal do války, mnoho dětí si odvezli rodiče osobně a ze zbývajících dětí se ve sběrných táborech tvořily skupiny bez ladu a skladu. Jejich dosavadní přátelství byla narušena a k neustále se měnícímu výchovnému personálu si děti jen těžko vytvářely pocit důvěry. Zároveň se zhoršovalo i zásobování. Chaos vládl nejen za zdmi tábora, ale i uvnitř. Valná většina dětí může za svůj návrat do vlasti poděkovat schopným vedoucím, kteří je nenechali ve štychu a starali se o ně ještě dlouhou dobu i po ukončení války v nouzových obydlích. Do jejich domovů je dopravovali od léta až do podzimu 1945. Jestli se děti shledaly se svými rodinami, už je věc jiná.

## Galerie

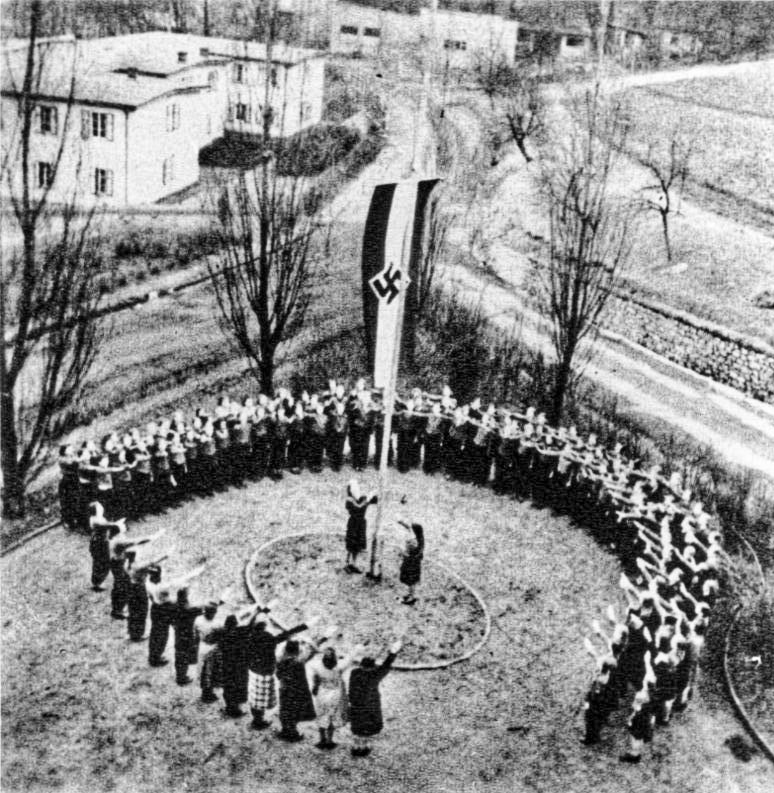
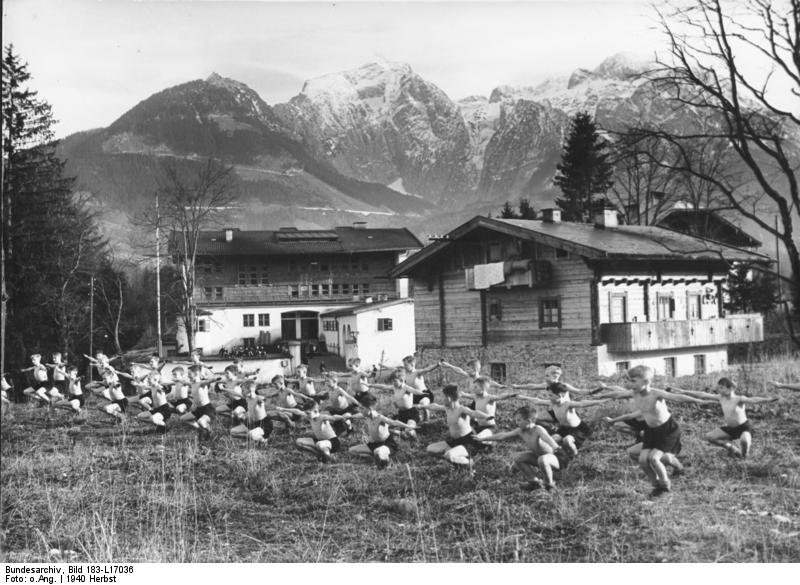
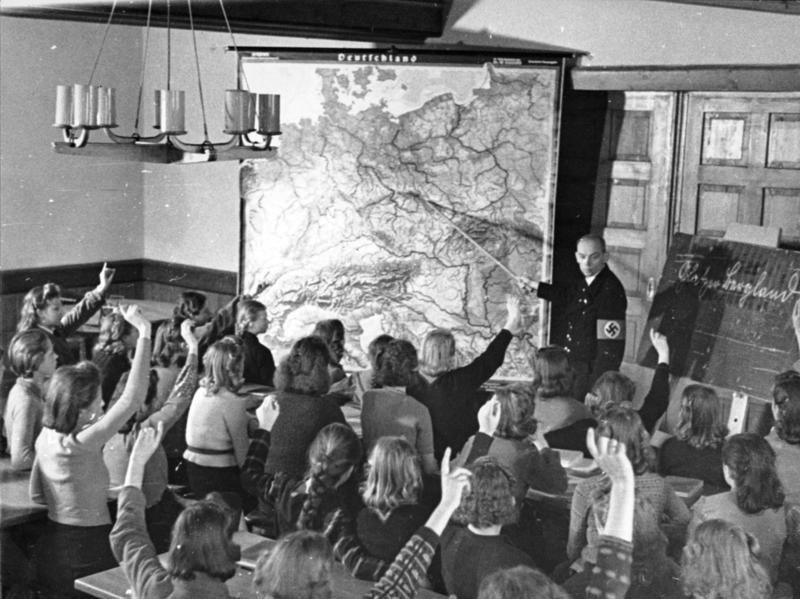
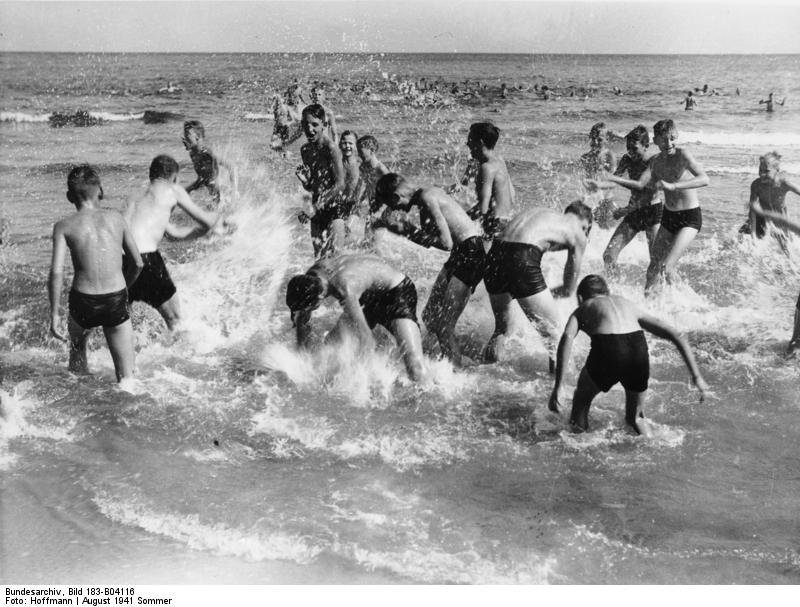
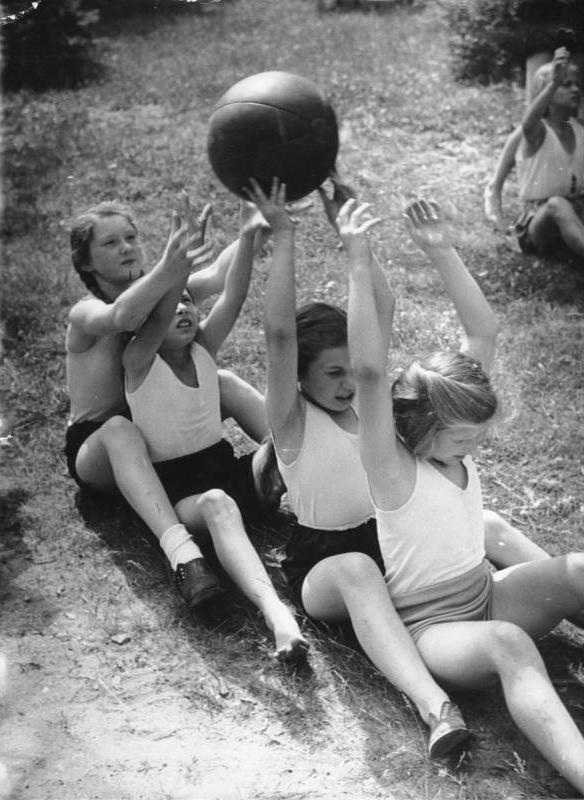

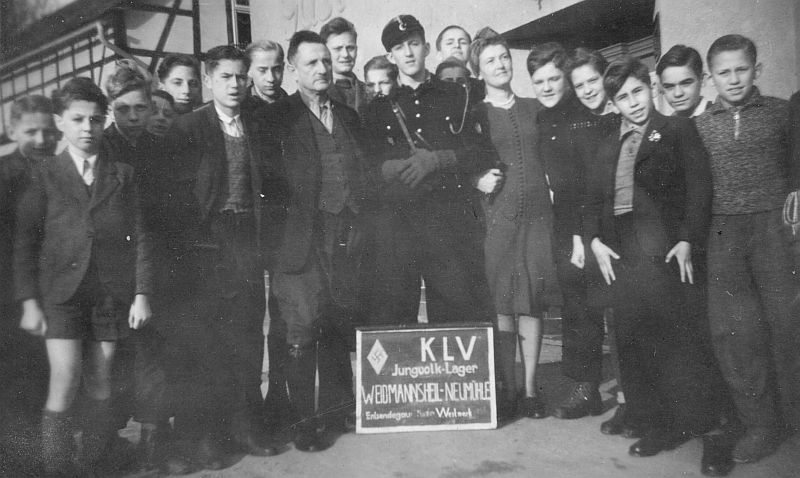
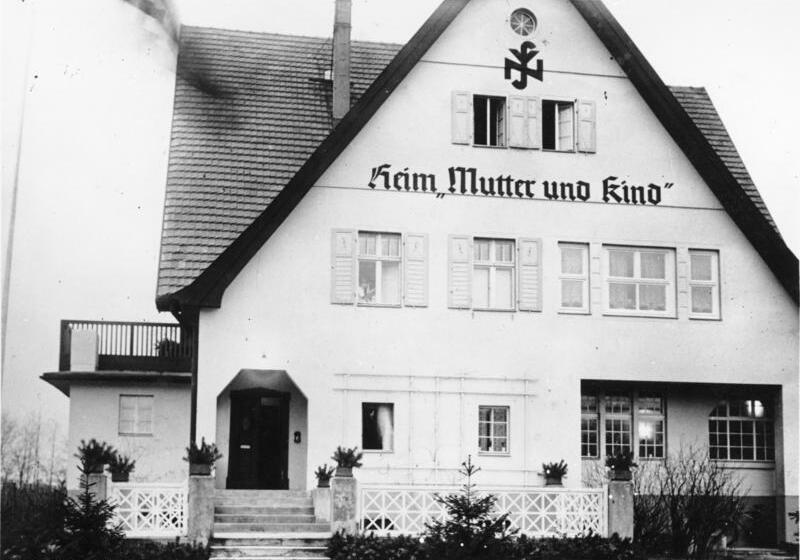
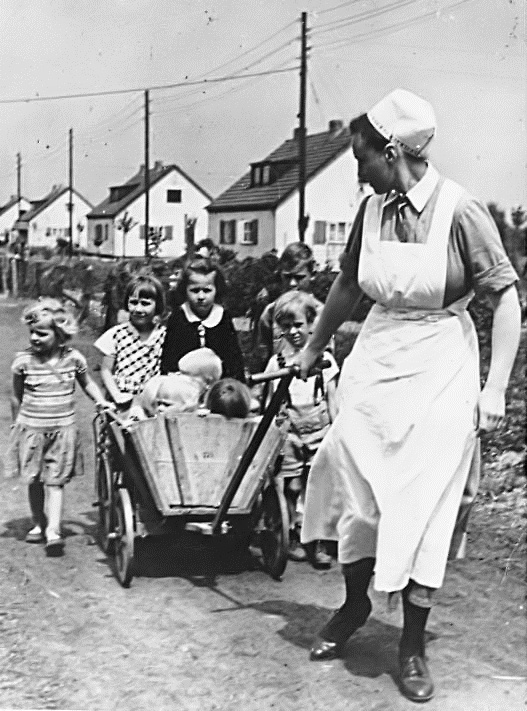
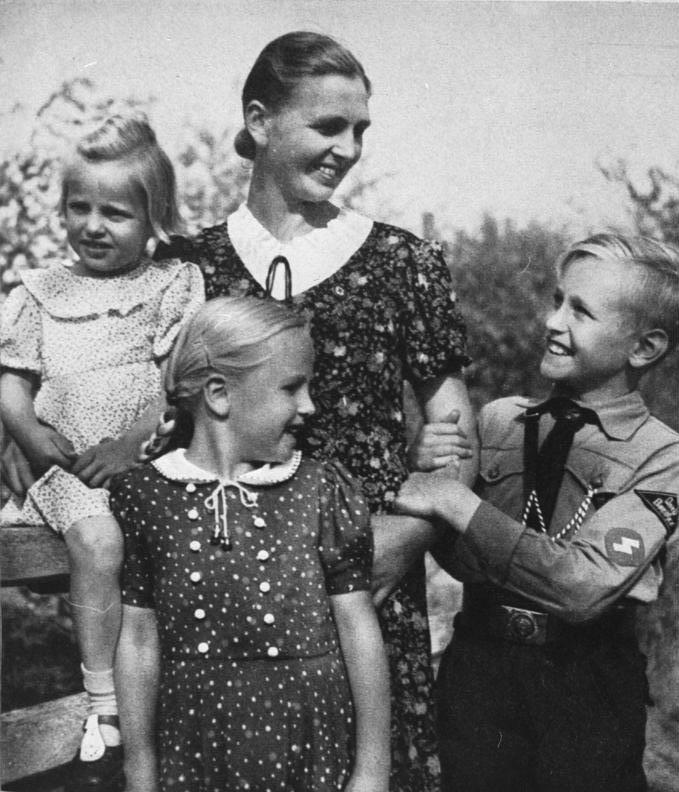
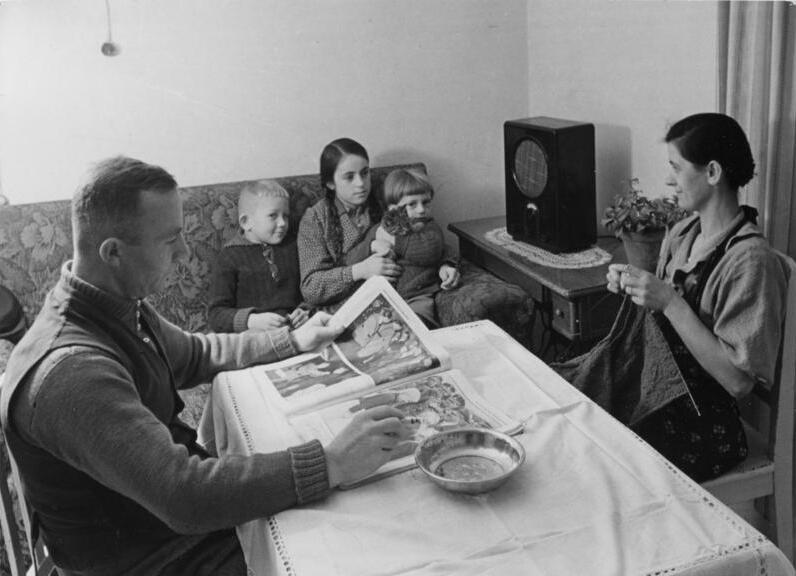